# 弗朗茨·罗特
弗朗茨·罗特（德語：Franz Roth，1946年4月27日—），德国前足球运动员，因為其在场上强悍的作风而被球迷昵称为“公牛（Bulle）”。从1966年至1978年，他在效力拜仁慕尼黑期间协助球队赢得了为数众多的冠军，4次代表德国国家足球队上阵。此外，他也曾3次参加欧洲冠军杯决赛，在其中的两次均创纪录的射入首球并奠定比赛胜局。

## 球员生涯

### 俱乐部
罗特最早于贝尔托德斯霍芬（TSV Bertoldshofen）的第三青年队开始其足球生涯，于1964年转会至考夫博伊伦（SpVgg Kaufbeuren），并在那里给拜仁慕尼黑的球探留下了深刻的印象，遂于1966-67赛季与后者正式签订职业合同。他参加的第一场德甲是在1966年8月27日，在拜仁以0:0战平杜塞尔多夫的比赛中首次亮相；其射入的第一个入球则是在1966年9月10日，帮助拜仁客场6:1战胜卡尔斯鲁厄。1978年3月4日，在拜仁客场1:1战平多特蒙德的比赛成为了罗特参加的最后一场德甲，至此他合共参加了332场德甲比赛，并射入72球。由于拜仁确定不再与其续约，罗特即转会至奥地利足球乙级联赛冠军及奥地利足球甲级联赛升班马萨尔茨堡卡西诺效力了1个赛季。在1979年之前，罗特完成了自己的职业球员生涯。他为萨尔茨堡射入的唯一进球是在1978年8月11日客场2:1战胜格拉茨AK的比赛。从1980年1月至1980年6月，他还代表桑德豪森参加了8场业余性质的德国足球巴登-符腾堡高级联赛。随后，他转投明德尔海姆（TSV Mindelheim）并效力至1985年，并在那里结束了自己的球员生涯。
罗特以其强悍的身体对抗能力著称，并且总能以刁钻的方式取得进球，这使他赢得了“公牛”的绰号。他也是拜仁慕尼黑在欧洲赛事决赛射入重要进球的人物之一，被称为“欧战先生”。1967年欧洲优胜者杯决赛中，拜仁凭借罗特的唯一入球以1:0战胜格拉斯哥流浪者；1975年欧洲冠军杯决赛中，罗特又为拜仁首开纪录，并帮助后者最终以2:0战胜利兹联；1976年欧洲冠军杯决赛，拜仁再次凭借他的唯一入球以1:0战胜圣埃蒂安。在效力拜仁期间，罗特共参加了65场欧洲赛事，并射入11球。

### 国家队
从1967年2月14日（在门兴格拉德巴赫以0:1负于英格兰）至1968年4月11日（在摩纳哥以1:3负于捷克斯洛伐克）期间，罗特共代表德国18岁以下国家足球队出场11次，当中包括5场歐洲U-19足球錦標賽比赛。1967年10月7日，罗特首次入选德国国家足球队，在1968年欧洲足球锦标赛预选赛中帮助德国主场以3:1战胜南斯拉夫。他随后再被国家队征召是在3年后，但仅在3场友谊赛中上阵，包括4月8日以1:1战平罗马尼亚、11月18日以0:2负于南斯拉夫和11月22日以3:1战胜希腊的比赛。罗特在1969年5月7日还曾入选德国23岁以下国家足球队，并在2:2战平奥地利的比赛中登场。

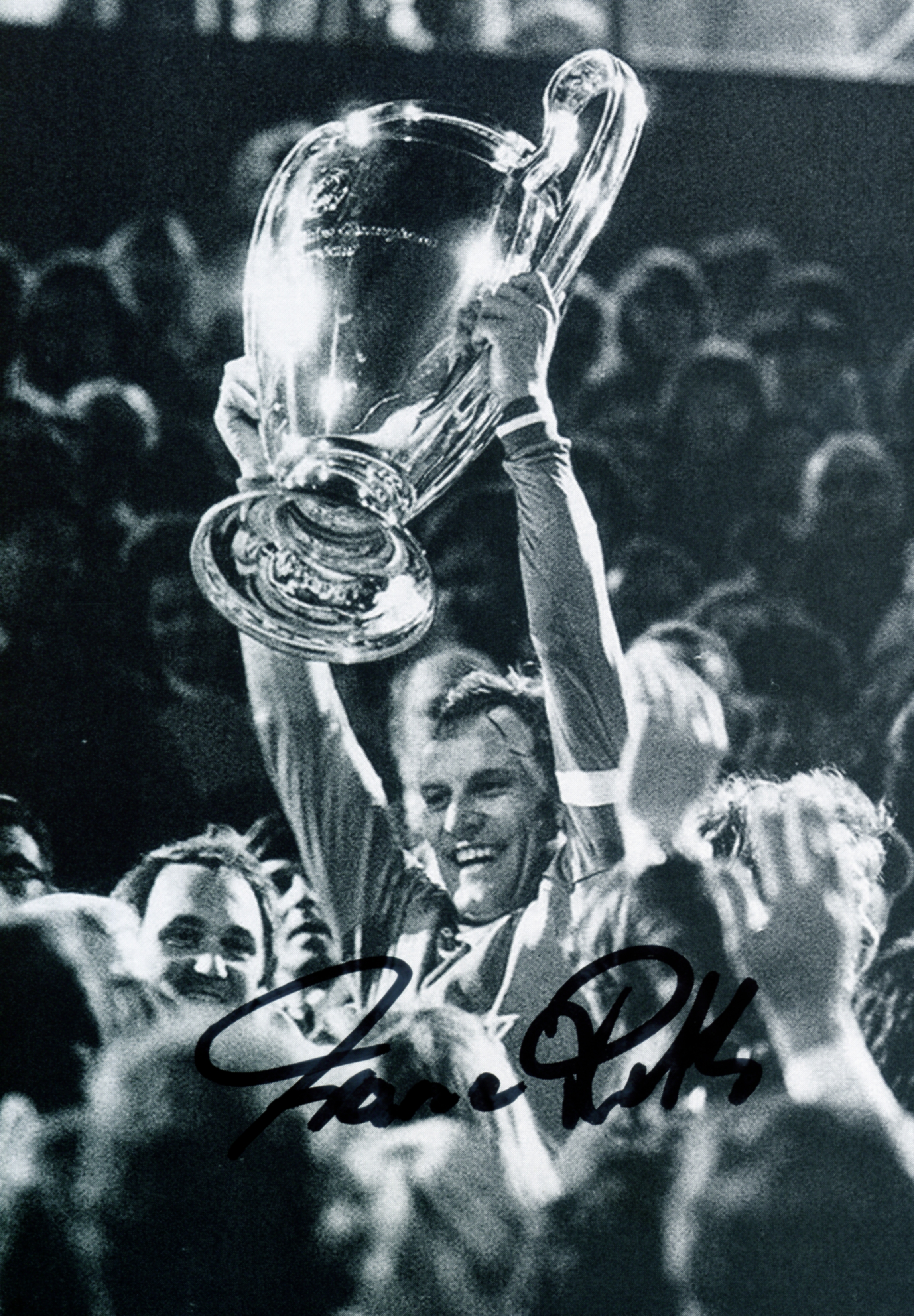
弗朗茨·罗特捧起欧洲冠军杯

## 荣誉
- 洲际杯冠军（1次）：1976年
- 欧洲冠军杯冠军（3次）：1974年、1975年、1976年
- 欧洲优胜者杯冠军（1次）：1967年
- 德国足球冠军（4次）：1969年、1972年、1973年、1974年
- 德国杯冠军（3次）：1967年、1969年、1971年